# Cnaeus Domitius Calvinus
Pour les articles homonymes, voir Calvinus.
Cnaeus Domitius Calvinus est un homme politique et militaire de la fin de la République romaine, consul éponyme en 53 et 40 av. J.-C. Il est un fidèle partisan de César et d'Octavien, le futur empereur Auguste.

## Famille
Domitius Calvinus est issu d'une famille noble, la gens plébéienne des Domitii.

## Biographie

### Début de carrière politique
Il est légat de Lucius Valerius Flaccus en Asie en l'an 62 av. J.-C.
Calvinus devient tribun de la plèbe en 59 av. J.-C. quand il appuie le consul Marcus Calpurnius Bibulus contre Jules César et l'autre tribun Publius Vatinius.
En l'an 56 av. J.-C., il est élu préteur et préside les procès de Lucius Calpurnius Bestia (problème de lien ou de date sur la fiche de ce dernier), accusé de brigue (ambitus), et de Marcus Caelius Rufus, poursuivi pour violence (vis) et défendu avec succès par Cicéron (Pro Caelio).

### Scandales électoraux
Il est élu consul en 53 av. J.-C. en dépit d'un célèbre scandale électoral. Les consuls en fonction se sont déjà entendus avec deux candidats, dont Calvinus, pour leur succéder. En échange, Domitius s'engage à manipuler l'attribution des provinces pour les consuls sortants ou à leur verser quarante millions de sesterces en cas d'échec. Le plan est dénoncé, les élections retardées et Calvinus est poursuivi pour corruption. L'interrègne dure neuf mois, il échappe finalement à une condamnation et est élu consul avec Marcus Valerius Messalla Rufus.
À la fin de l'année, la nouvelle campagne consulaire est à nouveau marquée par la corruption, Domitius et son collègue s'entendant avec certains candidats, et l'élection dégènère dans la violence. Calvinus est même blessé lors d'une tentative de passage en force lors d'une assemblée du peuple. C'est lors de ces élections que Publius Clodius Pulcher est tué lors d'un affrontement avec les partisans de Titus Annius Milo. Pompée sera finalement élu consul unique avant de choisir son beau-père Metellus Scipion comme collègue.

### Rôle dans la guerre civile de César
Domitius Calvinus disparaît de la vie politique jusqu'en 49 av. J.-C. Il est aux côtés de César pendant la guerre civile contre Pompée. Il accompagne en tant que chef de cavalerie le Césarien Curion en Afrique, campagne qui se termine par un désastre et la mort du lieutenant de César. Il est ensuite envoyé en Macédoine avec deux légions illyriennes en 48 av. J.-C. sans qu'il ne participe à aucune action importante. Selon Dion Cassius cependant, il est expulsé de Macédoine par Faustus Cornelius Sulla et entre en Thessalie où il vainc Metellus Scipion et occupe quelques places fortes. Il parvient à joindre ses forces à celles de César quand celui-ci quitte Dyrrachium pour la Thessalie. À la bataille de Pharsale, il commande le centre de l'armée de César.
Après la bataille, il devient proconsul d'Asie. Il essaie de s'opposer à l'invasion de Pharnace II, le roi du Bosphore, qui a profité de la guerre civile romaine pour envahir la province de Pont, mais il subit une défaite écrasante à la bataille de Nicopolis en Arménie en décembre 48 av. J.-C. L'intervention directe par César, qui était jusque-là en guerre à Alexandrie, met une fin rapide au conflit et l'armée de Pharnace est anéantie à la bataille de Zéla en 47 av. J.-C. Malgré son échec, Domitius Calvinus reste un ami de César et il est envoyé poursuivre les vaincus du côté de Sinope. La paix est signée peu de temps après et Calvinus reste chargé des affaires asiatiques en 47 av. J.-C. alors que César retourne en Italie.
L'année suivante, en 46 av. J.-C., il se retrouve en Afrique où il assiège un Considius à Thrisdra.
Il est à Rome en 45 av. J.-C. lors du procès de Déiotaros, ancien allié de Pompée qui a aidé César dans sa campagne contre Pharnace.
César prévoit de prendre Calvinus comme nouveau maître de cavalerie au cours de l'année 44 av. J.-C., mais l'assassinat du dictateur empêche la prise de fonction de Calvinus.
Les activités de Domitius Calvinus après la mort de César sont peu connues.

### Rôle dans la guerre civile d'Octavien
En 43 av. J.-C., il est un fervent partisan d'Octavien et il participe à la guerre civile contre Brutus et Cassius. Au cours de la bataille de Philippes en 42 av. J.-C., il doit apporter des renforts d'Italie en Grèce pour renforcer Marc Antoine et Octavien, mais sa flotte est détruite par l'ennemi dans la mer Ionienne entraînant la perte de deux légions.

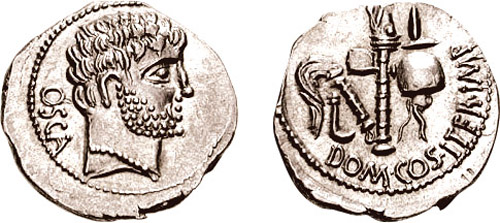
Denier vers 39-38 av. J.-C. :
OSCA (cité d'Hispanie), derrière une tête d'Hercule portant un collier.
Sur le revers, DOM. COS. ITER. IMP, simpulum, aspergillum, axe, et apex.

Malgré cette nouvelle défaite, il reçoit l'honneur d'un deuxième consulat et est envoyé par Auguste comme gouverneur en Hispanie, où il reste pendant trois années de 39 à 36 av. J.-C. Ses activités militaires en Hispanie semblent avoir eu du succès, car, à son retour, il est reçu en triomphe et est salué comme imperator par ses troupes.

### Fin de vie
Il reconstruit la Regia dans le Forum Romanum.
Bien que nous n'avons pas beaucoup de faits concernant ses actions politiques, une inscription indique qu'en 20 av. J.-C. il est membre de l'importante confrérie des fratres arvales, exclusivement réservée aux membres de la famille impériale et aux plus éminents partisans de l'empereur.
Bien que la carrière de Domitius Calvinus ne comporte aucun succès particulier, ni en politique (il a obtenu son premier consulat seulement après une corruption scandaleuse) ni à la guerre (il subit deux défaites majeures), il maintient un rôle politique important. C'est très probablement parce qu'il est un des très rares nobles romains à avoir soutenu Auguste dès le début.

### Sources antiques
- Dion Cassius, Histoire romaine, XXXVIII, 6, XL, 45-46, 56, XLI, 51, XLII, 46, 49, XLVII, 47 et XLVIII, 15, 32, 42.
- Plutarque, Vies parallèles, Pompée, 54, César 44, 50 et Brutus, 47.
- Appien, Guerres civiles, II, 76, 91 et IV 115, 116 ; De bello Mithridatico, 120.
- Jules César, De Bello Civili, II, 42, III, 36 et suivantes, 78 et suivantes, 89 ; De Bello Alexandrino, 34 et suivantes, 86, 93.
- Tite-Live, Epítome, CXII.
- Velleius Paterculus, Histoire romaine, II, 78.
- Suétone, Vie des douze Césars, César, 35 et suivantes.
- Fastes capitolins (Fasti capitolini consolari e trionfali).